# I segreti delle città più nude del mondo
I segreti delle città più nude del mondo è un film italiano del 1971 diretto da Luciano Martino (accreditato come Dan Lopert).